# کیپ آتوی
کیپ آتوی (به انگلیسی: Cape Otway) یک منطقهٔ مسکونی در استرالیا است که در ویکتوریا (استرالیا) واقع شده‌است.